# 纳奇兹
纳奇兹，又译纳切斯、纳齐兹，是美国密西西比州亚当斯县的最大城市和县治所在地。根据2000年人口普查的结果，当地人口为18464。纳奇兹也是密西西比州最早建立的城市之一，于1716年建市，比州府杰克逊早超过1个世纪。该市位于密西西比河畔，纳奇兹小道公路南端，以其在美国西南部发展史中扮演的角色闻名。